# Кузьмінський Сергій Леонідович
Сергій Леонідович Кузьмінський («Кузя», DJ Пуберт, Qzzaargh; 3 жовтня 1962, Львів — 3 серпня 2009, Київ) — український музикант, діджей, вокаліст рок-гурту «Брати Гадюкіни».

## Життєпис
У 1969—1979 навчався у середній школі № 52 з російською мовою навчання. Проживав навпроти школи на вул. Гоголя, 14. Водночас відвідував музичну школу № 6 на тодішній вулиці Горького, 5—7 по класу фортепіано. 
Мав молодшу на 8 років сестру Наталю. 
По закінченні школи Сергій у вересні 1979 на вимогу батька пішов працювати слюсарем-складальником на 125-й завод ім. Леніна. Проте через рік роботу покинув. 
Десь тоді влився до львівської центрової тусовки на Вірменці, яка стала його першим літературно-музичним середовищем. 
У 1980-му намагався вступити до Львівського політеху, але не набрав балів. Того ж року батько покинув сім'ю, утім Сергій не був із ним близьким. 
Аби не сісти за «тунеядство», влаштувався препаратором науково-дослідного сектора медінституту, де пропрацював до квітня 1982. Звідти його вигнали за прогули — оскільки натоді вже Сергій був наркозалежним. Влаштувався вантажником на склад Облкниготоргу в Стрийському парку. Водночас підпрацьовував диск-жокеєм у будинку побуту «Ювілейний». 
У 1980 «закосив» від армії на Кульпаркові, де йому встановили статтю «4а» (шизофренія). 
Уперше одружився 30 вересня 1982 з Оксаною Козицькою (1963—2014). Після того працював електромеханіком на «Південьтехенерго». 
На музичній сцені працював із 17 років у складі філармонічних колективів і весільних груп «лабухів».
У лютому 1985 року ув'язнений за звинуваченням у незаконному виробництві та зберіганні наркотичних засобів без мети збуту. Понад рік перебував у львівському СІЗО («Бригідки»), переведений до колонії № 17 у селі Жовтневе (від лютого 2016 називається Слобожанське) Балаклійського району на Харківщині. Звільнився по амністії в серпні 1987 року.
Через ув'язнення Сергія розпався його шлюб з Оксаною Козицькою. 
Десь у серпні 1987 познайомився із Сашком «Шулею» Ємцем. Разом вони створили влітку наступного року гурт Брати Гадюкіни, в якому лідерство скоро перейшло до Кузьмінського.
Лавреат фестивалів «Червона Рута», «Сирок», «Таврійські Ігри».
1990 року працював у «Театрі Пісні Алли Пугачової», гастролював у Європі, США, Канаді. 
1991 одружився вдруге з учасницею шоу-балету «Життя» (керівник Ірина Мазур) Тетяною «Ламбада» Зайцевою (нар. 1985). Однак другий шлюб протримався заледве рік. 
Восени 1993 познайомився на Вірменці зі студенткою Львівського художнього училища Лілею Павлик («Дівчина з Коломиї»). 
У березні 1994 виїхав до Брюсселя для лікування від героїнової залежності. Там ним опікувалося подружжя Мирослава й Ігор Хохоляки, його ровесники. 
Повернувся до Львова у липні 1994 р. Відтоді більше не вживав. Практично відразу зав'язалися стосунки з Лілею Павлик, з якою вони проживали на квартирі Олени Мархасьової на вулиці Левицького. 
У середині 1990-х зацікавився електронною музикою, ґоа-трансом. У 1996 переїхав до Києва, почав працювати діджеєм, промоутером у цьому напрямку. У 1997—1999 — ведучий радіопрограми на радіо «Столиця» (Київ).
1999—2000 — продюсер програми «Трансмутация» на радіо «Станция 106.8» (Москва).
Організатор гастролей Westbam & Marusha в Києві.
Організатор лейбл-паті «TIP Rec.» за участю Саймона Посфорда, лейбл-паті «BTM Records», презентації альбому Cypher «I music» у Москві.
Організатор і лідер промо-систем: Альберт Гоффман & Sons (Київ), Double Shot (Москва), Triphaze (Київ). 
Їхні стосунки з Лілею Павлик припинилися влітку 2001 р.
2001—2005 — резидент московського лейбла «Good Food — Sun Trance». Учасник вечірок за участю: Infected Mushroom, Scazi, Talamaska, Kox Box, Hux Flux, Yahel, Total Eclipse, GMS, Astrix, Spun Records Party, Shaffel Records Party, Twisted Party.
Найкращий діджей Росії 2002 року в жанрі psy-trance.
2006 року завершив кар'єру діджея і повністю зосередився на написанні власної музики, яку можна віднести одразу до кількох стилів: psychedelic chillout, neojazz, tech house.
3 серпня 2009 року помер у Києві після тривалої хвороби (рак гортані).
6 серпня 2009 року — похований у Львові, на 50 полі Личаківського кладовища.Пам’ятник на могилі Сергія Кузьмінського, лідера українського рок-гурту «Брати Гадюкіни», встановлено 12 жовтня 2013 року на Личаківському кладовищі у Львові. Автором пам’ятника є український скульптор Олексій Золотарьов.
Скульптура має символічну форму: прямокутник із дзеркальною поверхнею з одного боку та іржавою — з іншого, що підкреслює складність натури музиканта. У центрі композиції — отвір у формі птаха, як метафора свободи та творчості.

## Пам'ять
3 червня 2011 року в Київському палаці спорту «Брати Гадюкіни» разом із найкращими українськими рок-музикантами зіграли концерт пам'яті Сергія Кузьмінського «Я вернувся домів». Окрім «Гадів», у концерті взяли участь «Океан Ельзи», «Воплі Відоплясова», «Ляпіс Трубєцкой», «ТНМК», «Бумбокс», «Мандри», «ТІК», «ДахаБраха», «Гайдамаки», Тарас Чубай та інші відомі українські виконавці. Режисером-постановником концерту пам'яті був Михайло Юрійович Крупієвський. Компанія «3DTOUR» зробила віртуальний тур залою концерту.
Мало не кожен з виконавців, вийшовши до мікрофона, розповідав, як колись і подумати не міг, що виступатиме на одній сцені з культовим гуртом «Брати Гадюкіни», пісні якого колись надихали на творчість.
5 жовтня 2012 року іменем Сергія Кузьмінського названо вулицю у місті Мостиська на Львівщині.
6 жовтня 2016 року на фасаді будинку № 8 на вул. Гетьмана Сагайдачного в Тернополі, де жив і творив Сергій Кузьмінський, співавтор пісні «Файне місто Тернопіль», відкрили анотаційну таблицю.